# Burgfreiheit (Königsberg)
Die Burgfreiheit war ein Stadtteil Königsbergs, das sich nördlich des Schlosses und des Twangste beidseits des Schlossteiches erstreckte.

## Geschichte
Die Burgfreiheit entstand um 1255, als sich die Hofbedienten in der Nachbarschaft des Schlosses niederließen. Auch der in Tragheim gelegene Königsgarten gehörte zur Burgfreiheit. Hier wurden exotische Gewächse gehalten, die der strengen ostpreußischen Witterung nicht standhielten und erfroren. Dem zu begegnen unterhielt man offene Feuer, mit der Folge, dass 1607 das königliche Gartenhaus abbrannte und die mit vier Galerien umgebene Linde, von deren oberster Plattform man eine Aussicht bis Labiau hatte, verdorrte.

„Gleichzeitig mit der Kirche [Anm.: gemeint ist die Burgkirche] entstand die auf dem Kirchenplatz liegende lateinische reformirte Schule, über welcher die polnisch=reformirte Kirche liegt, worin von 1686 bis zum Anfange des achtzehnten Jahrhunderts die französisch=reformirte Gemeine ihren Gottesdienst hielt. Dies geschah bis ins Jahr 1736 in der ehemaligen Wohnung des Landhofmeisters. Diese war nachher Garnisonskirche, bis sie um das Jahr 1786 zur französischen Schule eingerichtet wurde; und die unter dem Namen Her Landhofmeisterei und Obermarschallei der französischen Kirche geschenkten Gründe haben gemäß Privilegium vom 5. März 1707 ihre eigne Gerichtsbarkeit. Das Collcgium Fridericianum entstand 1697 aus einer Privatanstalt; erhielt 1703 das jetzige Gebäude und Kirche, welches vormals ein Haus der Familie von Kreutzen war und auch mit Königlicher Genehmigung den jetzigen Namen erhielt. Es stieg schnell ungeachtet mancher Hindernisse; wurde damals nach dem Muster des hallischen Waisenhauses eingerichtet, und enthält jetzt eine deutsche Schule, eine lateinische Schule und eine Pensionsanstalt.
Die Münze, an der Steile, wo vormals eine Kirche zum heiligen Geist, nachher ein Hospital für altes und krankes Gesinde war, ist seit dem Jahr 1823 eingegangen und an Privatpersonen verkauft. Das Schauspiel= und Rcdouten=Haus, jetzt dem Kaufmann Herrn Bruinvisch gehörig, wird von ihm zu dem angezeigten Zwecke vermiethet und ist vor wenig Jahren neu erbaut. Das Aeußere hat nicht den heitern Anblick eines dem öffentlichen Vergnügen bestimmten Gebäudes. Das Parterre ist oft für die Menge der Zuschauer zu klein; wird noch durch Pfosten, auf welchen die Logen ruhen, beschränkt. Die Stimme der Schauspieler ist an verschiedenen Orten nur schwach zu hören, und das Ganze ist der Zugluft sehr ausgesetzt. Das von Lesgewangsche Stift in der Junkergasse ist frei von Abgaben und hat seine eigene Jurisdiction. In der Kehrwiedergasse liegt das gräflich Zeigut Stanislawskische Stift; am schiefen Berge das von Podewilsche; auf dem reformirten Kirchenplatze das von Redersche auch deutsch=reformirte Stift. Auf Königsgarten liegen die großen Nelsonschen Häuser und das Rieß´sche Haus. Hinter der Münze ist das Haus des Herrn geh. Rath Metzger. In der Junkergasse enthält die vormalige Kanzlerei den Nikolovius´schen Buchladen. Das ehemalige von Hippelsche Haus ist jetzt die Post. Ein Haus mit ansehnlicher Fronte in der Junkergasse enthält eine Tobacksfabrike, die vormals auf Königliche Rechnung errichtet wurde und jetzt von einigen Kaufleuten fortgesetzt wird. Die sehr weitläuftigen gräflich von Dohna Schlobittenschen Gründe, worin sich auch der Gregoirsche Gasthof befindet, haben durch verschiedene Privilegien eigne Jurisdiction, das Recht unzünftige Handwerker aufzunehmen, und sind von allen bürgerlichen Lasten und Abgaben befreit. In der Kehrwiedergasse ist das große Loyalsche oder deutsche Haus, worin vormals die Post und auch vor Alters eine Synagoge war. Im Mühlengrunde ist die Kantersche Schriftgießerei; in der französischen Straße das von Schardensche Haus mit der Ressource. Am schiefen Berge sind die großen Häuser der Grafen von Kanitz und von Kalkreuth, des Herrn Commerzienrath Schmidt und Grafen von Schlichen; und im Hause des Herrn Präsidenten von Winterfeld, womit die Burgfreiheit sich endigt, war vormals ein Kloster, nachher eine Stückgießerei.“

Die Burgfreiheit war bevorzugtes Wohngebiet des Adels. Das 1784 erworbene Haus von Immanuel Kant lag ebenfalls in diesem Stadtteil.

## Sakralbauten
- Die Burgkirche wurde 1616 errichtet.
- St. Maria Magdalena
- Kloster der Bullaten-Franziskaner
- Deutsch-reformierte Kirche. Grundsteinlegung 1690, Einweihung erfolgte am 23. Januar 1701. „Wäre der Thurm, den jetzt ein Zeltdach deckt, vollendet, und wäre das Gebälke an der Kirche nicht verkröpft, so würde sie ein Vorzugliches Gebaude styn. An den Eingängen der Kirche sind Säulen korinthischer Ordnung und die Ecken der Kirche sind fünfmal gebrochen. Die Wandpfeiler sind dorischer, am Thurme jonischer Ordnung. Die Kirche hat fünf massiv gewölbte Chorhauben, und in derselben ist die Kanzel aus Nußbaum und ein metallener Kronleuchter über 1000 Pfund schwer, eine Orgel, die ein Rückpositiv und 34 klingende Stimmen hat, sich auch durch Wohlklang, Stärke und ein Echo in der Nachbarschaft des Communiontisches auszeichnet. Die zur Kirche gehörigen Gründe, die vormals der Schlachthof hießen und die der Kirche gehörigen 120 Huben haben laut Privilegium vom 24. Juni 1698 eigne Jurisdiction.“[1]

## Sage
„Das Kreuzthor zu Königsberg.
Am Ende der Burgfreiheit zu Königsberg, da wo der Roßgarten anfängt, befand sich ehedem ein Thor, das Kreuzthor genannt, welches im Jahre 1475 abgebrochen ist. Neben diesem Thore, im Winkel zur rechten Hand, stand vor alten Zeiten ein Kloster, zum heiligen Kreuz genannt, in welchem gar fromme Mönche waren. Bei einer Gelegenheit wurden die Mönche vertrieben, und es wurde aus dem Kloster ein Gießhaus gemacht, welches jedoch später an einen andern Ort nicht weit vom Holzgarten verlegt worden. Jenes Kreuzthor war früher immer besonders verschlossen, seitdem aber die Mönche vertrieben waren, ist es vom bösen Feinde besessen worden, also daß man es niemals hat zuhalten können, sondern wenn man es zugeschlossen hatte, fand man es gleich wieder offen. Daher man es zuletzt ganz weggebrochen hat.“